# Opel Commodore
Der Opel Commodore ist ein Modell der oberen Mittelklasse der seinerzeit zum US-amerikanischen Automobilkonzern General Motors (GM) gehörenden Automobilmarke Opel, das über drei Modellgenerationen von Januar 1967 bis August 1982 produziert worden ist. Vom jeweiligen Modell des Schwestermodells Opel Rekord als höherwertiges Modell abgeleitet, wurden diese Fahrzeuge stets mit Reihen-Sechszylindermotoren ausgerüstet.

## Modellübersicht

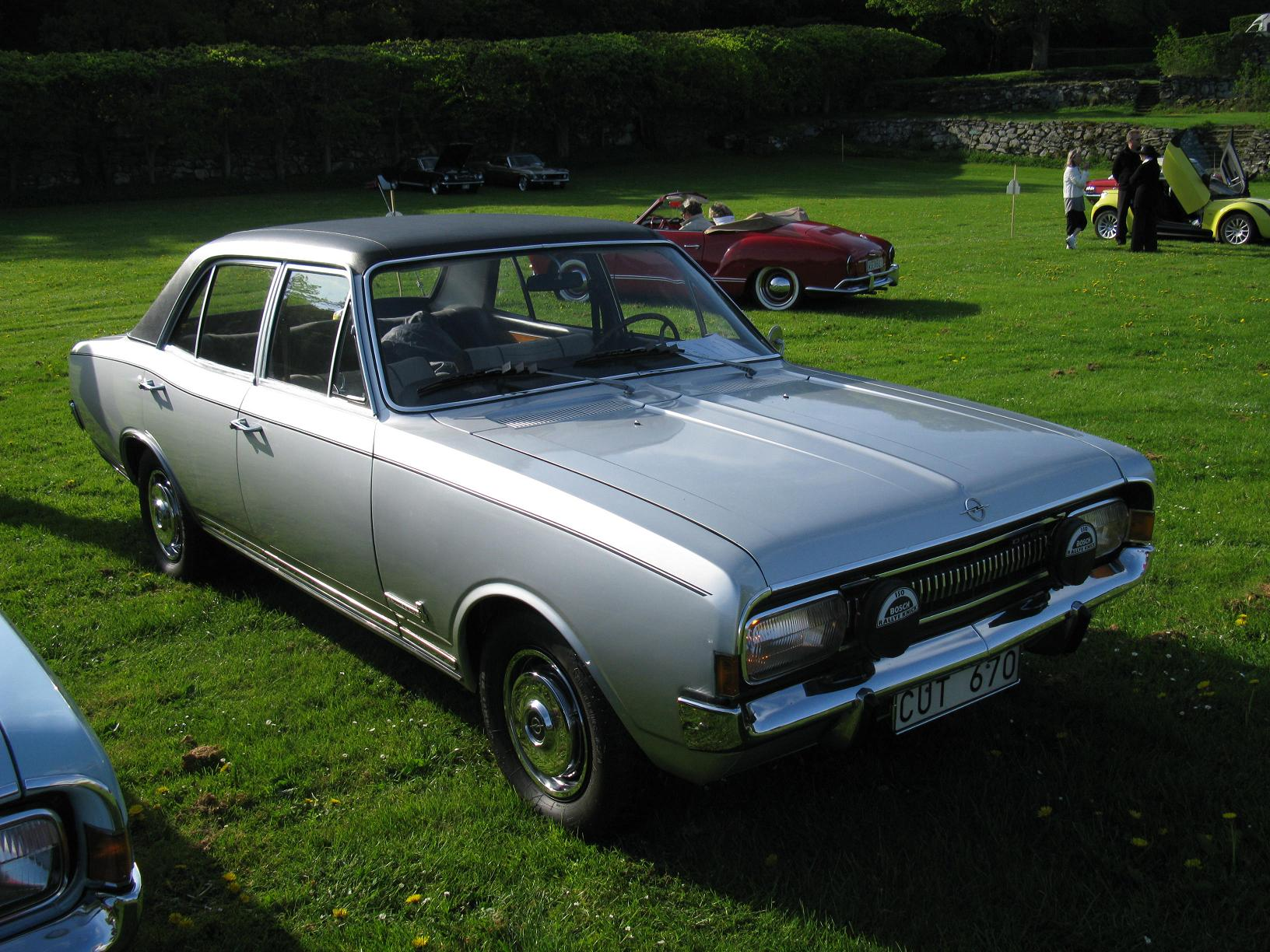
Opel Commodore A (1967–1971)
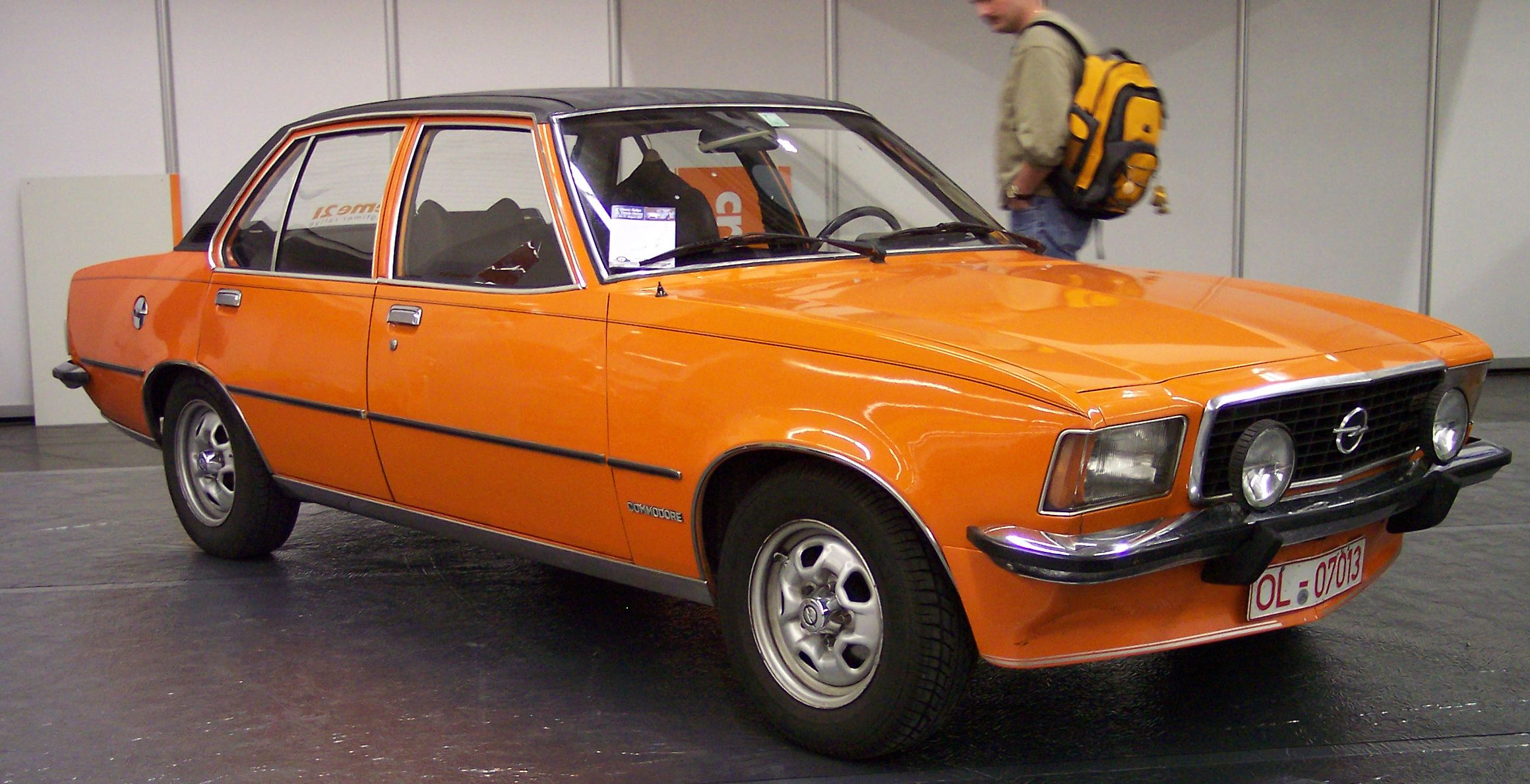
Opel Commodore B (1972–1977)
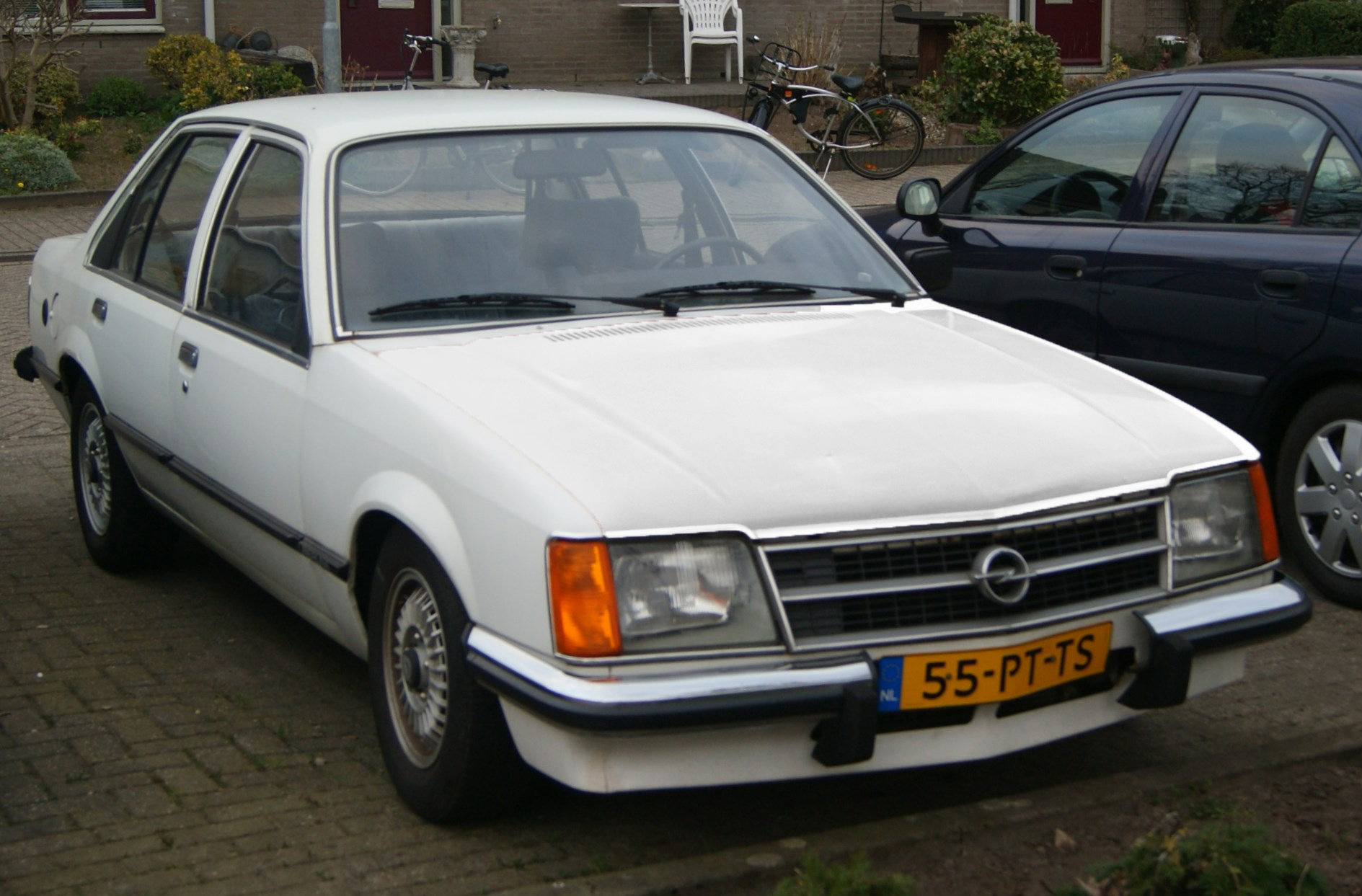
Opel Commodore C (1977–1982)